# Emmelie de Forest

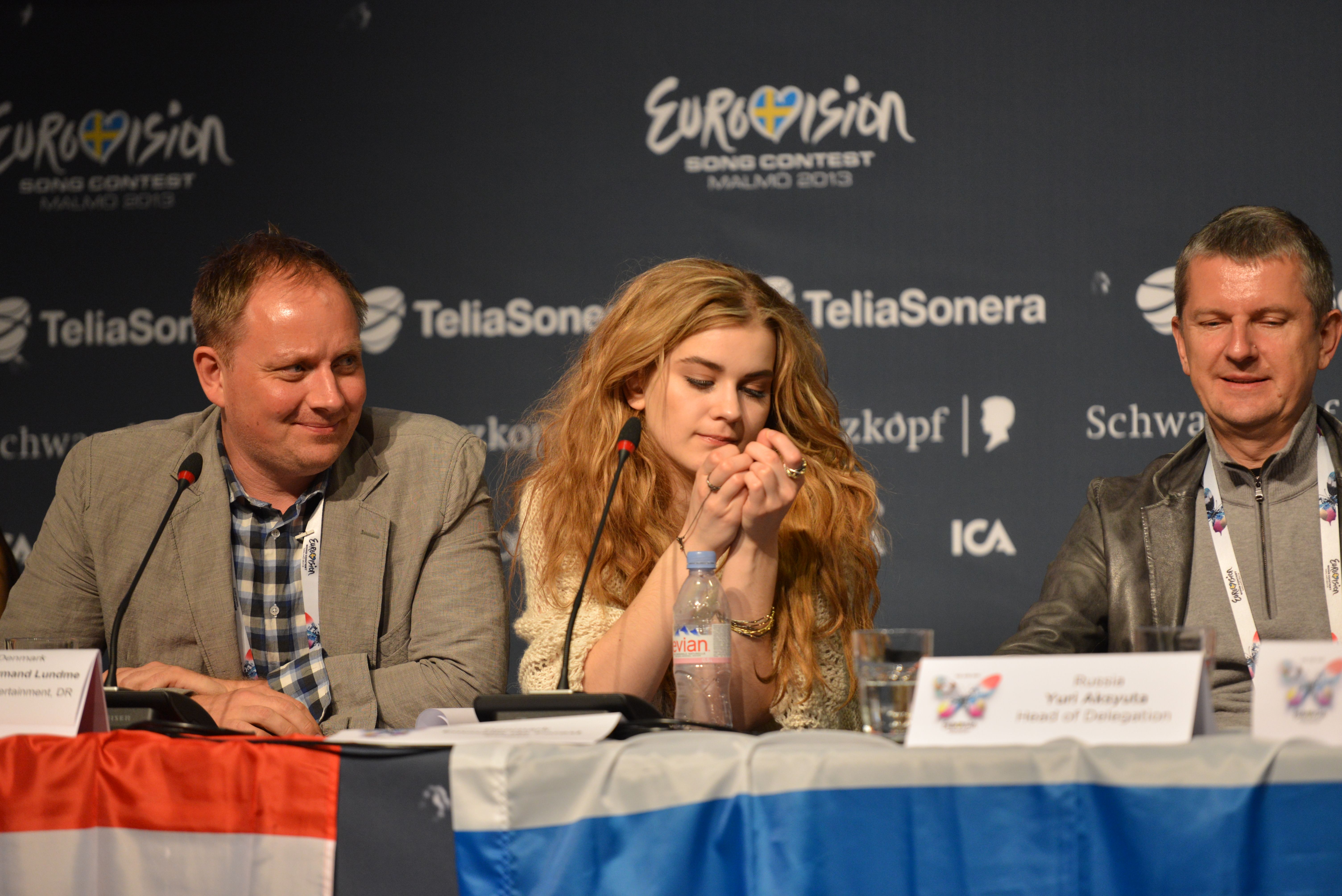
Eurovision Song Contest 2013 i Malmö

Emmelie Charlotte-Victoria de Forest (sinh ngày 28 tháng 2 năm 1993 tại Randers, Đan Mạch) và lớn lên tại Mariager (bán đảo Jutland), thường được gọi là Emmelie de Forest, là một nữ ca sĩ người Đan Mạch. Cô đã đoạt giải nhất trong cuộc thi Eurovision Song Contest 2013 tại Malmö Thụy Điển với ca khúc "Only Teardrops" do Lise Cabble cùng Julia Fabrin Jakobsen viết, được Thomas Stengaard xuất bản.
Tháng 3 năm 2013 Emmelie de Forest đã ký một hợp đồng sản xuất đĩa nhạc với hãng Universal Music và thâu âm album nhạc đầu tiên của mình trong mùa xuân 2013.

## Cuộc đời và Sự nghiệp

### Thời niên thiếu
Emmelie de Forest có mẹ là Marianna Birgitte Gudnitz người Đan Mạch và cha là Ingvar Engstrøm (1938–2010) người Thụy Điển, khi tới tuổi trưởng thành cô lấy tên là de Forest. Forest đã bắt đầu sự nghiệp ca hát từ khi lên 9 tuổi, trong đó cô đã hát trong ca đoàn của nhà thờ và gospelkor (ban hợp ca thánh nhạc Phúc âm). Khi tròn 14 tuổi, cô đã hát và biểu diễn chung với nhạc sĩ Fraser Neill người Scotland trong 4 năm tại nhiều cuộc liên hoan ca nhạc khác nhau.
Năm 2011 khi tròn 18 tuổi, Forest rời Mariager ở miền trung bán đảo Jutland sang cư ngụ ở Copenhagen, và theo học ở viện thanh nhạc Katrine Sadolin chuyên đào tạc các ca sĩ. Năm 2012 cô đã chơi guitar, viết nhiều ca khúc, thâu âm ở các phòng thâu âm và đi biểu diễn ở nhiều nơi.
Khi tham dự Melodi Grand Prix năm 2013 cô quả quyết rằng mình là chít của nữ hoàng Victoria của Anh và là chút (great-grandchild) của vua Edward VII của Anh cùng một công chúa người Áo không nêu tên." Ban đầu luận cứ nêu trên được sử dụng như một phần chiến thuật quảng cáo cho cô, nhưng đài phát thanh truyền hình DR của Đan Mạch đã không sử dụng, vì nhiều nhà nghiên cứu phả hệ bác bỏ do không có tài liệu để chứng minh.

### Tham gia Melodi Grand Prix và album nhạc đầu tay

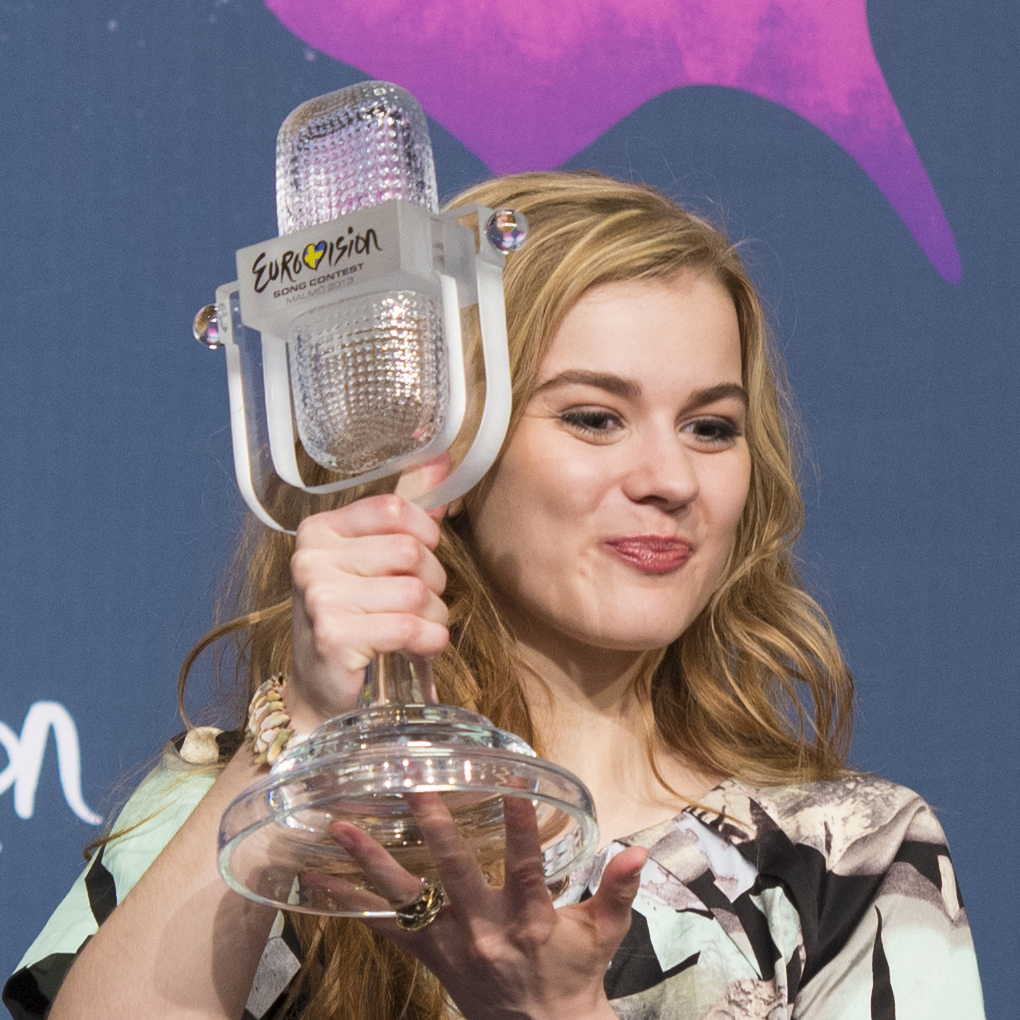
Emmelie de Forest tại cuộc họp báo sau chiến thắng ở Eurovision 2013

Emmelie de Forest đoạt giải Dansk Melodi Grand Prix 2013 ở Jyske Bank Boxen tại Herning (Jutland) ngày 26 tháng 1 năm 2013.
Tháng 3 năm 2013 Emmelie de Forest ký một hợp đồng sản xuất đĩa hát với hãng Universal Music và nói với đài truyền hình Thụy Điển là mình sẽ xuất bản album nhạc đầu tiên trong mùa xuân 2013 .
Ngày 14 tháng 5 năm 2013 cô thi cuộc bán kết thứ nhất ở Eurovision Song Contest tại Malmö và được nhiều chuyên gia đánh giá là người rất có khả năng thắng cuộc thi này. Cô lọt vào vòng chung kết diễn ra ngày 18 tháng 5 năm 2013 ở Malmö Arena tại thành phố Malmö,nơi cô biểu diễn ca khúc thứ 18 Cô đã đoạt giải nhất với 281 điểm, số điểm cao nhất cho một ca khúc của Đan Mạch từ xưa tới nay.

## Đĩa nhạc

### Album
| Title          | Album details                                                                                                 | Peak chart positions |
| Title          | Album details                                                                                                 | DEN                  |
| -------------- | --- | -------------------- |
| Only Teardrops | - Phát hành: ngày 6 tháng 5 năm 2013 - Nhãn đĩa: Universal Music Denmark - Định dạng: CD, CD/DVD, Tải nhạc số | 13                   |

### Singles
| Year | Title            | Vị trí cao nhất | Vị trí cao nhất | Vị trí cao nhất | Album          |
| Year | Title            | DEN             | BEL             | NL              | Album          |
| ---- | ---------------- | --------------- | --------------- | --------------- | -------------- |
| 2013 | "Only Teardrops" | 1               | 11              | 4               | Only Teardrops |